# Aglaopus industa
Aglaopus industa är en fjärilsart som beskrevs av Paul E. Whalley 1976. Aglaopus industa ingår i släktet Aglaopus och familjen Thyrididae. Inga underarter finns listade i Catalogue of Life.